# Ceriagrion praetermissum
Ceriagrion praetermissum – gatunek ważki z rodziny łątkowatych (Coenagrionidae).